# Estella Tonrath
Estella Llum Tonrath Nollgen (18 de enero de 2007) es una deportista española que compite en natación, especialista en el estilo espalda.
Ganó cuatro medallas en el Campeonato Europeo Junior entre los años 2023 y 2025, una de bronce en 2023 (200 m espalda), dos en 2024 (oro en 200 m espalda y bronce en 100 m espalda) y una de oro en 2025 200 m espalda.
En junio de 2025 estableció una nueva plusmarca de España en los 200 m espalda (2.08.03).